# Saison 1979 de la Ligue canadienne de football
Chronologie
Saison précédente Saison suivante
1979 est la 22e saison de la Ligue canadienne de football et la 96e saison depuis la fondation de la Canadian Rugby Football Union en 1884.

## Classements
| Clt   | Équipe                 | PJ | V  | D  | N | BP  | BC  | Pts |
| ----- | ---------------------- | -- | -- | -- | - | --- | --- | --- |
| +001, | Alouettes de Montréal  | 16 | 11 | 4  | 1 | 351 | 284 | 23  |
| +002, | Rough Riders d'Ottawa  | 16 | 8  | 6  | 2 | 349 | 315 | 18  |
| +003, | Tiger-Cats de Hamilton | 16 | 6  | 10 | 0 | 280 | 338 | 12  |
| +004, | Argonauts de Toronto   | 16 | 5  | 11 | 0 | 234 | 352 | 10  |

| Clt   | Équipe                           | PJ | V  | D  | N | BP  | BC  | Pts |
| ----- | -------------------------------- | -- | -- | -- | - | --- | --- | --- |
| +001, | Eskimos d'Edmonton               | 16 | 12 | 2  | 2 | 495 | 219 | 26  |
| +002, | Stampeders de Calgary            | 16 | 12 | 4  | 0 | 382 | 278 | 24  |
| +003, | Lions de la Colombie-Britannique | 16 | 9  | 6  | 1 | 328 | 333 | 19  |
| +004, | Blue Bombers de Winnipeg         | 16 | 4  | 12 | 0 | 283 | 340 | 8   |
| +005, | Roughriders de la Saskatchewan   | 16 | 2  | 14 | 0 | 194 | 437 | 4   |

## Séries éliminatoires

### Demi-finale de la Conférence de l'Ouest
- 10 novembre : Lions de la Colombie-Britannique 2 - Stampeders de Calgary 37

### Finale de la Conférence de l'Ouest
- 18 novembre : Stampeders de Calgary 7 - Eskimos d'Edmonton 19

### Demi-finale de la Conférence de l'Est
- 11 novembre : Tiger-Cats de Hamilton 26 - Rough Riders d'Ottawa 29

### Finale de la Conférence de l'Est
- 17 novembre : Rough Riders d'Ottawa 6 - Alouettes de Montréal 17

### 67ecoupe Grey
- 25 novembre : Les Eskimos d'Edmonton gagnent 17-9 contre les Alouettes de Montréal au Stade olympique à Montréal (Québec).

## Honneurs individuels
- Trophée Schenley du meilleur joueur : David Green (DO), Alouettes de Montréal
- Trophée Schenley du meilleur joueur défensif : Ben Zambiasi (en) (SEC), Tiger-Cats de Hamilton
- Trophée Schenley du meilleur joueur de ligne offensive :  Mike Wilson (en) (BL), Eskimos d'Edmonton
- Trophée Schenley du meilleur Canadien : Dave Fennell (PD), Eskimos d'Edmonton
- Trophée Schenley de la meilleure recrue : Brian Kelly (en) (DO), Eskimos d'Edmonton